# 16058 Doshi
16058 Doshi è un asteroide della fascia principale. Scoperto nel 1999, presenta un'orbita caratterizzata da un semiasse maggiore pari a 2,2574655 au e da un'eccentricità di 0,1516536, inclinata di 7,06787° rispetto all'eclittica.